# أمير بلايلي
 أمير بلايلي (1991 الجزائر) هو لاعب كرة قدم جزائري.

## روابط خارجية
- أمير بلايلي على موقع قاعدة بيانات كرة القدم.إي يو (الإنجليزية)